# 顧存仁
顧存仁（1502年—1575年），字伯剛，號懷東，又號東白， 南直隸蘇州府太倉州（今屬江蘇省）人，民籍。明朝政治人物。

## 生平
顧存仁由府學生中式嘉靖十年辛卯科應天府鄉試第十九名舉人，為嘉靖十一年（1532年）壬辰科会试第一百五十三名、廷试三甲第四十二名進士，刑部观政，授任浙江餘姚知縣，选授禮科給事中，十五年六月奉命往四川勘查都司刘永昌事。嘉靖十七年（1538年）十一月，因上疏獲罪，被廷杖六十，黜为民，編管保安州（今河北涿鹿），居塞外近三十年。明穆宗即位（1567年），召为南京通政使司右参议、順天府丞、大理寺右少卿、太仆寺卿。隆慶四年，疏請“嚴督解運”，“謂各州縣解銀解馬，多被包攬，倩身中途侵換，宜嚴行禁革”。曾聘請歸有光修《太僕寺志》，書成，乞歸。明神宗萬曆三年（1575年）卒，享年七十四。

## 著作
著有《东白草堂集》4卷，主修《太仆志》、《余姚县志》。

## 家族
曾祖顧謨；祖顧昊；父顧啟明，號海隐；母錢氏，封太孺人。具慶下，妻盛氏，弟存禮；允靖；价；佾；存性。四子：可立、可大、可興、可言。
子顾可立（1519年-1573年），字聞禮，號稀松東，官鸿胪寺序班。